# 피에르 드리외라로셸

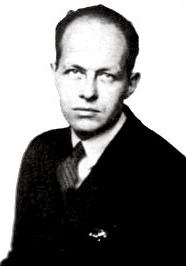
1938년

피에르 외젠 드리외라로셸(프랑스어: Pierre Eugène Drieu La Rochelle, 1893년 1월 3일, ~ 1945년 5월 15일, 파리)은 프랑스의 소설가이자 평론가이다.
파리 태생이며, 중편 《속 빈 가방》(1923), 장편 《꿈꾸는 부르주아 처녀》(1937), 평론 〈제네바냐, 모스크바냐〉(1928) 등으로 전후 세대의 불안과 그 해결을 취급하였으며 1930년 이후는 파시즘으로 전환하여 제2차 세계 대전 때에는 독일군에 협력했기 때문에 파리 해방 후 자살했다. 장편 《지르》(1939)는 그러한 정신의 편력을 소설에 담은 대표작이다.

## 참고 자료
- 이 문서에는 다음커뮤니케이션(현 카카오)에서 GFDL 또는 CC-SA 라이선스로 배포한 글로벌 세계대백과사전의 내용을 기초로 작성된 글이 포함되어 있습니다.